# Get Throwed
Get Throwed è il terzo singolo del rapper statunitense Bun B estratto dall'album "Trill". È stato prodotto da Mr. Lee e vi hanno partecipato Pimp C, Z-Ro e Young Jeezy.

## Informazioni
Nell'album, la canzone reca anche la partecipazione di Jay-Z, che non è però presente nel videoclip. È caratterizzata da un ritmo lento e ha quattro strofe: la prima è rappata da Pimp C, La seconda da Bun B, la terza da Young Jeezy e la quarta da Pimp C e Bun B. Il ritornello è cantato da Z-Ro.
"Get Throwed" non è entrata nella chart Billboard Hot 100, ma ha raggiunto la posizione n.49 nella Hot R&B/Hip-Hop Songs e la n.24 nella Hot Rap Tracks.

## Videoclip
Il videoclip del singolo mostra gli artisti rappare in vari luoghi, primi fra tutti un parcheggio illuminato e un negozio d'abbigliamento. Una scena di particolare rilievo è quella in cui Pimp C brucia una banconota.

## Posizioni in classifica
| Chart (2006)                          | Posizione massima |
| ------------------------------------- | ----------------- |
| Billboard Hot R&B/Hip-Hop Songs (USA) | 49                |
| Billboard Hot Rap Tracks (USA)        | 24                |